# Pomorskie Skały
Pomorskie Skały, Pomorzańskie Skałki lub Skały w Pomorzanach – grupa skał na wzniesieniu o tej samej nazwie po północno-zachodniej stronie Olkusza w województwie małopolskim, w powiecie olkuskim. Wzniesienie to znajduje się po wschodniej stronie ulicy Długiej w należącym do Olkusza osiedlu Pomorzany. Jest częścią Płaskowyżu Ojcowskiego na Wyżynie Olkuskiej.
Pomorskie Skały znajdują się w lesie na szczycie wzniesienia. Są to ostańce zbudowane są z twardych wapieni skalistych. Mają wysokość do 10 m, ściany połogie, pionowe lub przewieszone i różnorodne kształty. Na niektórych z nich uprawiana jest wspinaczka skalna (zarówno klasyczna, jak i bouldering). Skałom tym wspinacze nadali nazwy: Balkony, Foka, Przełaz, Rozłupana. Poprowadzili na nich 26 dróg wspinaczkowych o trudności od III do VI.4 w skali polskiej. Prawie wszystkie mają zamontowane stałe punkty asekuracyjne (ringi, spity, ringi zjazdowe).
W Pomorskich Skałach dobrze rozwinięte są zjawiska krasowe. Ich wynikiem jest powstanie kilku jaskiń i schronisk: Okap koło Wapiennika, Okap z Półką na Pomorskich Skałach, Schronisko pod Szczytem Pomorskiej Skały, Schronisko w Starym Łomiku.

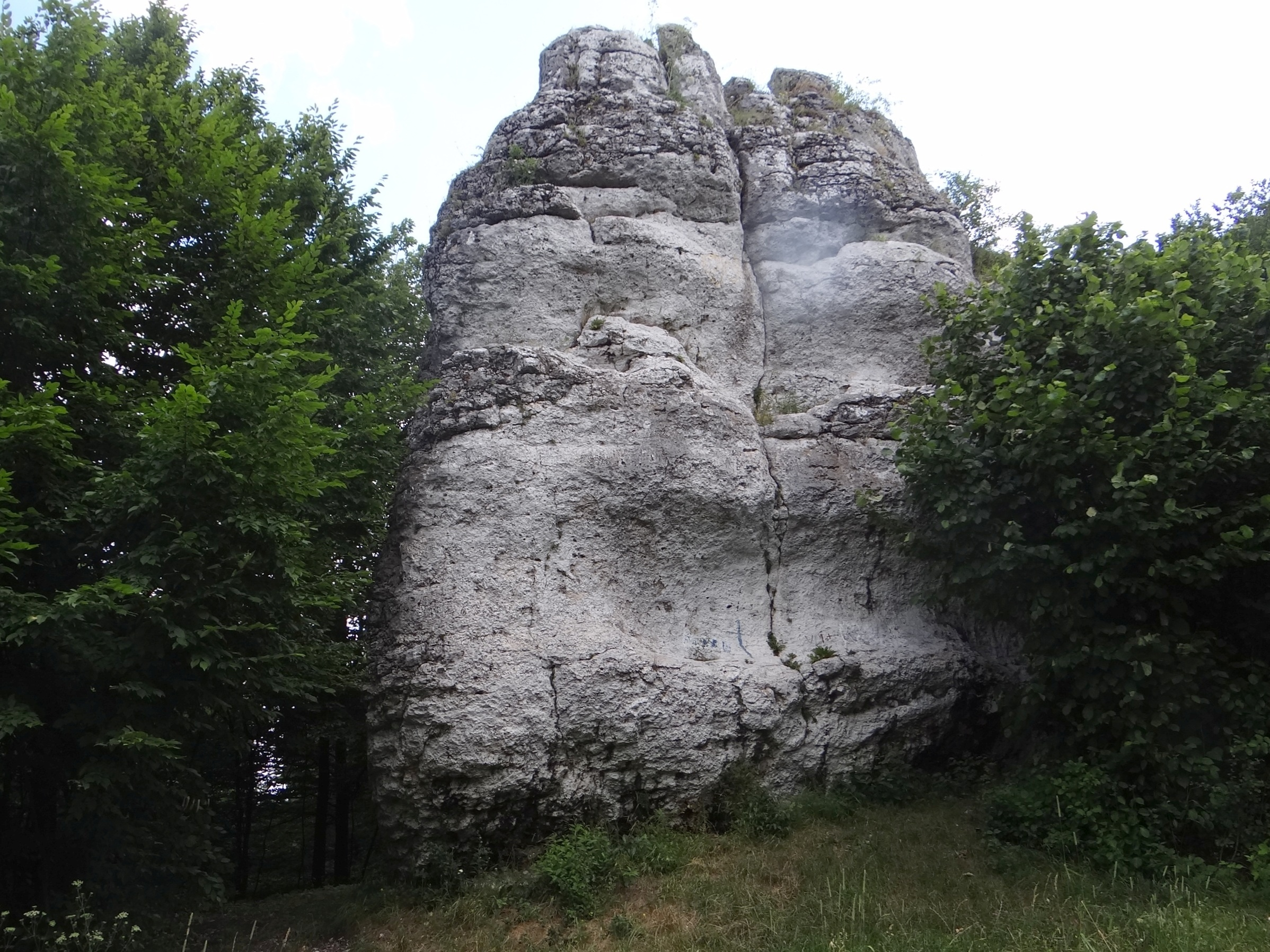
Balkony
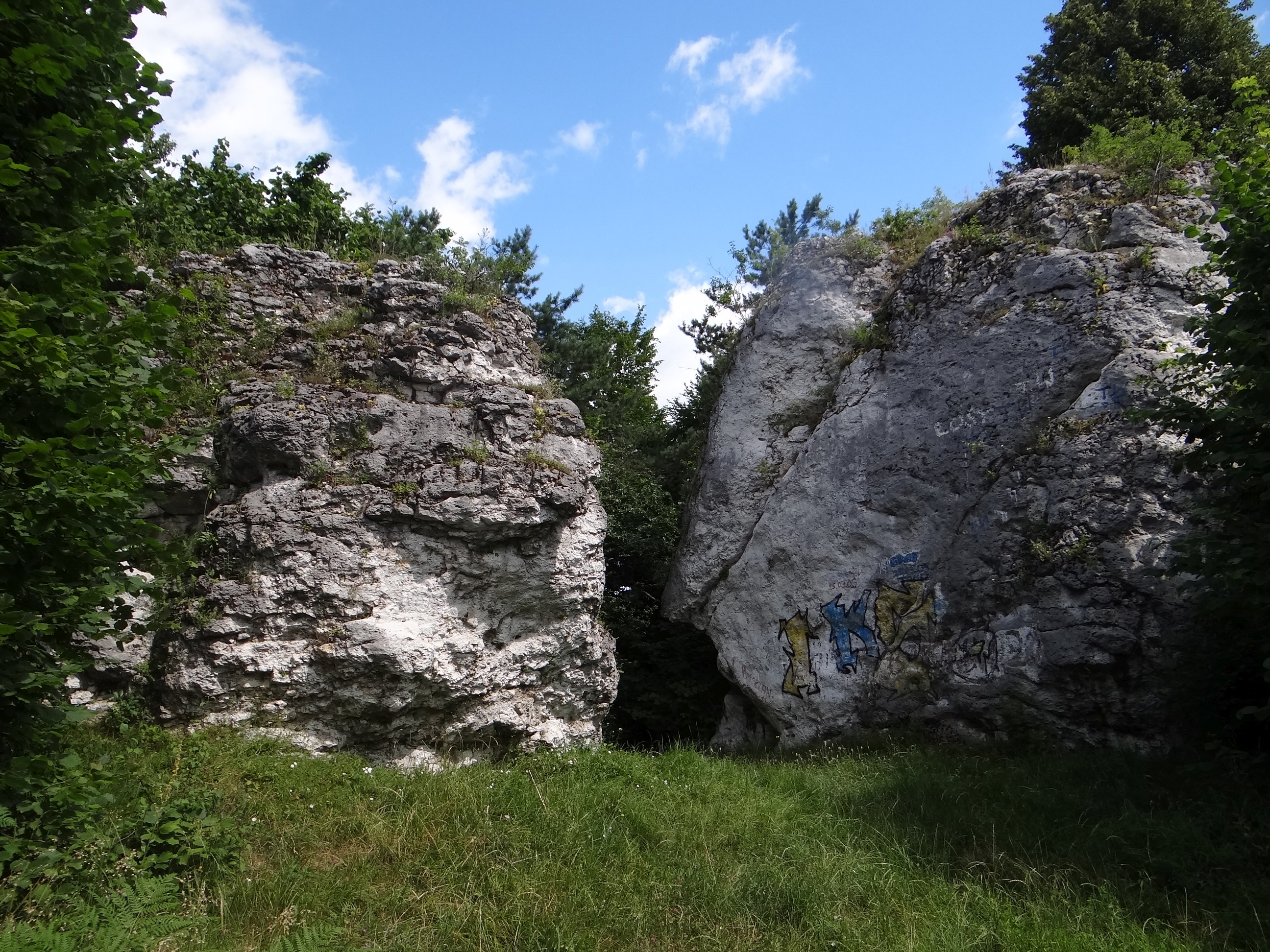
Przełaz
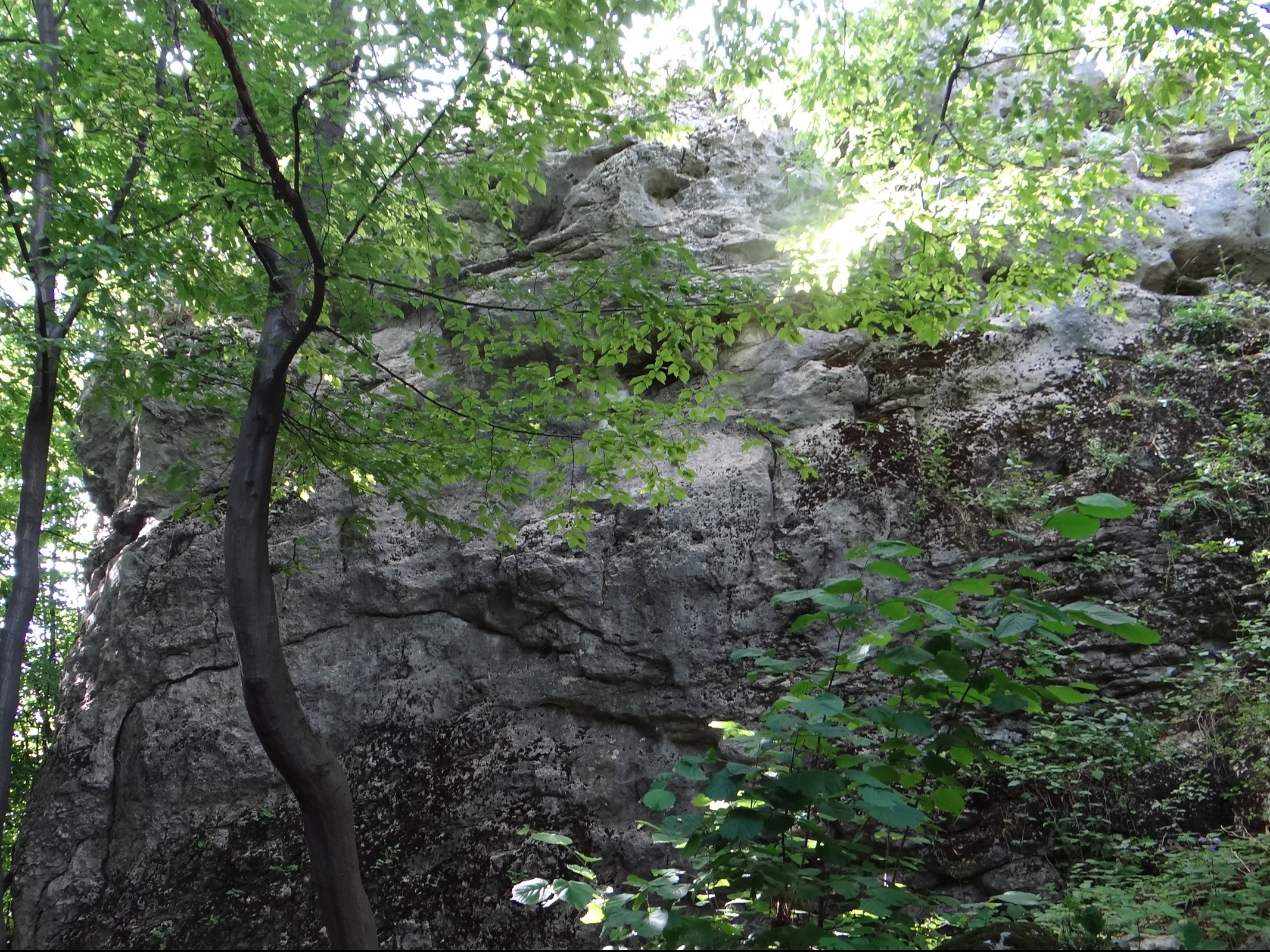
Rozłupana
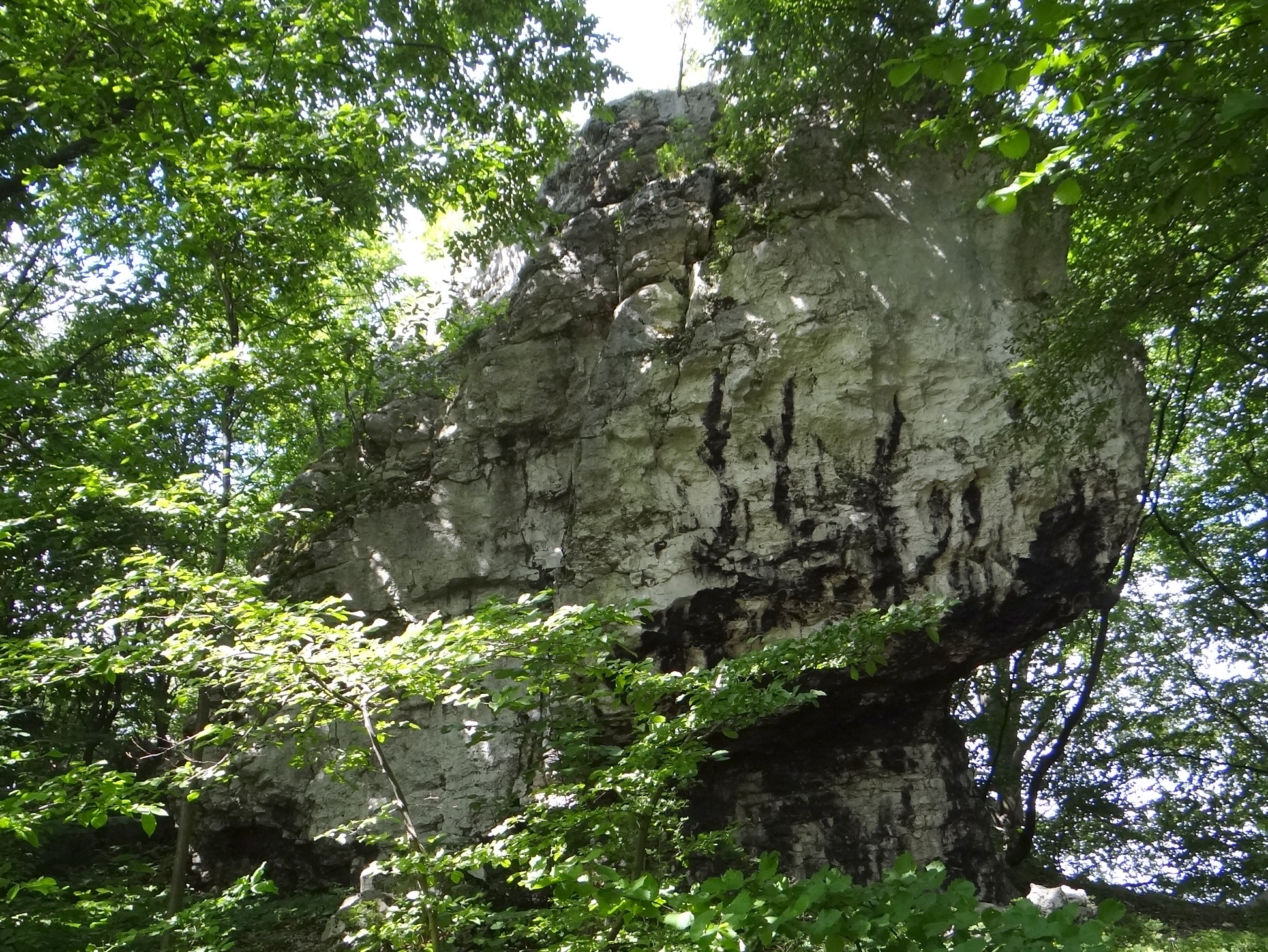
Foka